# Trypobius pinguis
Trypobius pinguis är en skalbaggsart som beskrevs av Lewis 1897. Trypobius pinguis ingår i släktet Trypobius och familjen stumpbaggar. Inga underarter finns listade i Catalogue of Life.